# Tatort: Schattenboxen
Schattenboxen ist ein Fernsehfilm aus der Kriminalreihe Tatort der ARD und des ORF. Der Film wurde vom Hessischen Rundfunk unter der Regie von Fritz Umgelter produziert und am 8. Februar 1981 erstmals ausgestrahlt. Es handelt sich um die Tatort-Folge 121. Für Kriminalhauptkommissar Bergmann ist es der zweite Fall, in dem er ermittelt. Im ersten Fall (Zürcher Früchte, 1978) wird die Figur des Hauptkommissars Bergmann allerdings von Heinz Treuke dargestellt.

## Handlung
Martin Mollenhauer ist Amateurboxer und arbeitet im Lager einer den Boxverein unterstützenden Kühlschrankfabrik. Eines Tages findet er bei seinem morgendlichen Lauftraining seinen Firmenchef, Horst von Lieth, tot in dessen Wagen vor. Erschrocken sieht er das Einschussloch im Kopf und rennt panisch davon. Er hat Angst, dass der Mörder noch in der Nähe sein könnte. Mollenhauer informiert seinen Boxtrainer Rudi Drabert, der allerdings nicht die Polizei ruft, sondern aus dem Mord Kapital schlagen will. Mollenhauer tut nur widerwillig, was sein Trainer anordnet, aber zusammen vergraben sie den Toten im Wald und versenken den Wagen in einem See. Anschließend fordert Drabert von Lieths Frau zwei Millionen D-Mark Lösegeld für ihren angeblich entführten Ehemann. Diese wendet sich verzweifelt an den Prokuristen der Firma, Bernhard Brendel. Der beruhigt sie und verspricht sich um die Angelegenheit zu kümmern, jedoch solle sie ein eindeutiges Lebenszeichen ihres Mannes fordern. Umgehend besorgt er das geforderte Geld, was ihm in seiner Position nicht allzu schwerfällt.
Mollenhauer vertraut sich vorsichtshalber seiner Exfrau an. Er übergibt ihr einen Brief, den sie zur Polizei bringen soll, wenn er sich nicht jeden Tag bei ihr melden sollte.
Inzwischen wird Lieths Auto in dem Waldsee geborgen und Kriminalhauptkommissar Bergmann bearbeitet den Fall. Er begibt sich mit Kriminalhauptmeister Knoof zu Lieths Anwesen, um dem Besitzer den Fund seines Wagens mitzuteilen. Die Ehefrau stellt sich unwissend und gibt an, dass ihr Mann auf Geschäftsreise sei. Als Bergmann jedoch von Schussspuren spricht, die im Auto festgestellt wurden, gibt sie zu, dass ihr Mann entführt wurde. Noch während Bergmann anwesend ist, erhält sie einen Anruf von Drabert, in dem er mitteilt, wann und wo Bernhard Brendel das Geld übergeben soll.
Obwohl Drabert die Übergabe sehr professionell organisiert, ist die Polizei permanent Brendel auf den Fersen, der von Drabert von einem Ort zum anderen geschickt wird. Als er am Ende zum Flughafen fährt und einen Flug nach Hamburg bucht, bricht Bergmann die Übergabe ab. Er befürchtet, dass sich Brendel selber mit den zwei Millionen absetzen will.
Als sich Drabert daraufhin wieder bei Lieths Ehefrau meldet und sich über die gescheiterte Geldübergabe verärgert zeigt, fordert er eine zweite Übergabe.
Kriminalhauptmeister Knoof stellt in Lieths Firma Nachforschungen an und stößt schnell auf Mollenhauer, der am Tag von Lieths Verschwinden nachweislich zu spät kam. Er wird daraufhin observiert, wie auch Brendel, der weiter für Bergmann verdächtig erscheint.
Drabert meldet sich telefonisch bei Brendel und bestellt ihn mit dem Geldkoffer zu dessen Auto, wo er sich zu ihm in den Wagen setzt und beide zusammen wegfahren. Als beide in Streit geraten und Brendel den Wagen anhält, zieht er unerwartet eine Pistole und erschießt Drabert. Die Polizei, die weiterhin auch Brendel überwacht hat, trifft ein und bringt ihn zu Bergmann. Der präsentiert ihm einen Mitschnitt seines letzten Telefonats, bei dem offensichtlich wird, dass Brendel und der Entführer sich kannten. So bricht Brendel ein und gibt zu, die Entführung selber geplant zu haben. Er hatte Spielschulden und sich in der Firmenkasse bedient. Um das Geld zurückgeben zu können, sollte Drabert von Lieth entführen, was aber aus dem Ruder lief und so der Firmenchef unbeabsichtigt erschossen wurde. Danach wollte Drabert die angebliche Entführung allein durchziehen.
Bergmann kann auch Mollenhauer als Mittäter überführen und erfährt von ihm die Stelle, wo sie von Lieth vergraben haben.

## Hintergrund
Schattenboxen wurde vom 1. August 1980 bis zum 31. August 1980 in Frankfurt am Main und Umgebung gedreht und am 8. Februar 1981 erstgesendet. Die Filmaufnahmen im Wald und am Gewässer wurden am Langener Waldsee gemacht.
Das Drehbuch basiert auf der Kriminalgeschichte Ein Mord zur rechten Zeit von -ky. Der 25-jährige Richy Müller ist hier in einem seiner ersten Spielfilme zu sehen. Für die Filmmusik wurden Motive aus dem 1936 entstandenen Voice in the Wilderness vom bereits 1959 verstorbenen Ernest Bloch verwendet.

## Kritik
TV Spielfilm zeigte den Daumen zur Seite und befand, der Film sei „komplett altmodisch, aber ganz gut besetzt“.